# Lukas Bergmann
Lukas Felipe Bergmann (Munique, 25 de março de 2004) é um jogador de voleibol profissional, que atua na posição de ponta. Atualmente, joga pelo Sesi Bauru.

## Vida pessoal
Nascido em Munique, na Alemanha, Lukas tem dupla cidadania por ser filho de mãe brasileira e de pai alemão. A família veio ao Brasil em 2011 e se estabeleceu em Toledo, no Paraná. Sobre a sua origem, ele afirmou: "Eu vim muito novo, então, sou brasileiro. Para mim, estar aqui está sendo uma experiência incrível. É um aprendizado com todo mundo, tanto dentro quanto fora de quadra. Todos me abraçaram super bem." Irmão da voleibolista profissional Júlia Bergmann, o início da aventura nos esportes pelos irmãos se deu ainda na natação. Os pais, que sempre jogaram vôlei, levavam Lukas às partidas. Aos oito anos de idade, o professor Luiz Fernando Viaro, à época estagiário da Prefeitura, passou a treiná-lo na praça, numa quadra de areia em frente ao clube.

## Carreira

### Clube
Lukas, que joga na posição de ponteiro, atuou na seleção do Paraná e em seleções de base. Iniciou sua carreira nas escolinhas de base do município de Toledo, na Associação de Voleibol de Toledo (Avotol). Em 2021, o ponteiro foi contratado pelo SESI-SP, com o qual conquistou os títulos do Campeonato Paulista Sub-21 em 2021 e 2023, e o Campeonato Brasileiro Interclubes (CBI) Sub-21 em 2022 e 2023, sendo premiado neste último como o melhor jogador do campeonato.
Já compondo os treinos do time adulto na época, fez sua estreia na elite do voleibol brasileiro na Superliga Série A de 2021–22. Na temporada seguinte, foi vice-campeão do Campeonato Paulista de 2022 ao ser superado na final pelo Vôlei Renata.
Eleito o destaque da Superliga Série A de 2023–24, Lukas foi o segundo maior pontuador do Sesi Bauru na vitória por sets diretos em cima do Vôlei Renata e garantiu o prêmio de Melhor Ponteiro e Atleta Revelação no campeonato.
Em 27 de maio de 2024, o Sesi Bauru anunciou a renovação do contrato com o atleta, que comentou: "O time já virou uma família, então a convivência com cada um me ajudou na escolha. Além disso a equipe vem crescendo nos últimos anos cada vez mais, por isso que possamos brigar cada vez mais por títulos. E as expectativas são maiores ainda, pois agora temos que manter o alto nível em todas as competições. Portanto tenho certeza de que estamos no melhor caminho pra brigar no pódio em todas as competições."

### Seleção
Em agosto de 2023, Lukas integrou a seleção B do Brasil para a disputa da Copa Pan-Americana no México, onde foi vice-campeão ao ser superado pelos canadenses por 3 sets a 1. Dois meses após, Lukas integrou o time do Brasil nos Jogos Pan-Americanos de 2023, pelo qual conquistou a medalha de ouro na competição. No mesmo ano, passou a fazer parte do Torneio Pré-Olímpico, em busca de vaga para disputar os Jogos Olímpicos de Verão de 2024.
Em 22 de maio de 2024, Bernardinho incluiu Lukas dentre os convocados para enfrentar a Seleção Argentina na Liga das Nações de 2024. Na estreia de Lukas pela Liga das Nações, o Brasil venceu a Alemanha por 3 sets a 0, e sua atuação obteve destaque após ter marcado 8 pontos de ataque e 2 de bloqueio.

## Títulos
SESI
- Campeonato Brasileiro: 2023–24

Seleção Brasileira
- Campeonato Sul-Americano Sub-21: 2022

## Clubes
| Anos      | Clube         |
| --------- | ------------- |
| 2019–2021 | Avotol Toledo |
| 2021–     | Sesi Bauru    |

## Prêmios individuais
- 2024: Campeonato Brasileiro – Melhor ponteiro e atleta revelação
- 2025: Sul-Americano de Clubes – 2° Melhor Ponteiro